# Matthew Flinders
El capità Matthew Flinders RN (Donington, Lincolnshire, 16 de març de 1774 – Londres, 19 de juliol de 1814) va ser un mariner, explorador i cartògraf anglès. En els seus poc més de vint anys de carrera a la Royal Navy navegà amb el capità William Bligh, circumnavegà Austràlia i fomentà l'ús d'aquest nom pel continent, que anteriorment havia estat conegut com a New Holland. Va sobreviure a un naufragi i fou fet presoner, com a espia, pels francesos durant set anys a l'illa Maurici. Va descobrir i corregir els efectes dels metalls ferrosos sobre les brúixoles. Va escriure un important llibre sobre el descobriment d'Austràlia: A Voyage to Terra Australis.
El seu net fou William Matthew Flinders Petrie.

## Primers anys
Nascut a Donington, Lincolnshire, era fill del cirurgià Matthew Flinders i la seva esposa, Susannah Ward. Als 15 anys, el 1789, va entrar a la Royal Navy. Inicialment va servir al HMS Alert, per poc després passar a l'HMS Scipio, i el juliol de 1790 ja era guàrdia marina a l'HMS Bellerophon, sota les ordres del capità Pasley. Per recomanació de Pasley, es va unir a l'expedició del capità Bligh a bord de l'HMS Providence, en el transport de l'arbre del pa entre Tahití i Jamaica. Aquest va ser el primer contacte de Flinders en aigües australianes, a Adventure Bay, Tasmània el 1792. En tornar a Anglaterra es reincorporà al Bellerophon, on visqué la batalla del Gloriós primer de juny.

## Primer viatge a Nova Gal·les del Sud
El primer viatge de Port Jackson va ser el 1795 a bord de l'HMS Reliance, que duia el recentment nomenat governador de Nova Gal·les del Sud, el capità John Hunter. En aquest viatge, es va donar a conèixer com a bon navegant i cartògraf, alhora que feia amistat amb el cirurgià George Bass.
Poc després d'arribar a Port Jackson, Bass i Flinders van fer dues expedicions: la primera a Botany Bay i el Georges River, i la segona al llac Illawarra.
El 1798 Flinders, com a tinent, va rebre el comandament de la Norfolk amb les ordres de navegar més enllà de les Illes Furneaux, i, en cas de trobar un estret, passar-hi i tornar per l'extrem sud de la Terra de Van Diemen. El pas entre el continent australià i Tasmània permetria un estalvi de diversos dies en el viatge des d'Anglaterra, i va ser nomenat estret de Bass, en record al seu amic.
Novament a bord de la Norfolk es dirigí, aquesta vegada, cap al nord, fins a arribar a Moreton Bay el juliol de 1799, on visità i batejà diversos llocs propers. El març de 1800, s'incorporà de nou al Reliance, amb el qual partí cap a Anglaterra.

## Comandant de l'Investigator
La feina de Flinders havia arribat a l'atenció de molts científics de l'època, en particular l'influent sir Joseph Banks, a qui Flinders va dedicar l'Observations on the Coasts of Van Diemen's Land, on Bass's Strait, etc. Banks emprà la seva influència per a convèncer l'almirallat de la importància d'una expedició per traçar la línia de costa d'Austràlia. Com a resultat d'això, el gener de 1801, Flinders va rebre el comandament de l'HMS Investigator, una corbeta de 334 tones. El 18 de juliol de 1801, va salpar l'expedició, a la qual s'uní el botànic Robert Brown, el dibuixant Ferdinand Bauer i el paisatgista William Westall. En tractar-se d'una expedició científica, Flinders va navegar també amb un passaport francès, tot i que Anglaterra i França estaven en guerra.

## Exploració de la costa australiana

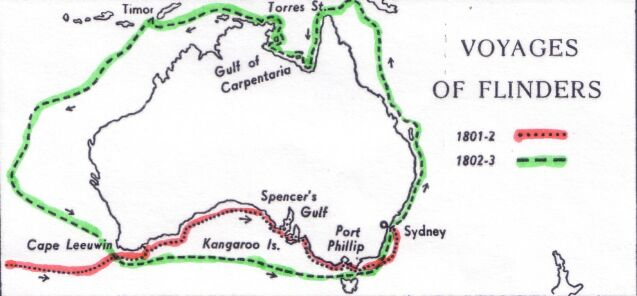
Viatges de Matthew Flinders a bord de l'HMS Investigator

Flinders assolí i batejà el cap Leeuwin el 6 de desembre de 1801, i procedí a estudiar la costa sud del continent australià. El 8 d'abril de 1802, mentre navegava cap a l'est, es trobà amb el Géographe, una corbeta francesa comandada per l'explorador Nicolas Baudin, que estava realitzant una expedició similar pel seu govern. Ambdós eren científics, i intercanviaren detalls dels seus descobriments a Encounter Bay.
Seguint la costa, va explorar Port Phillip, que sense ell saber-ho havia estat descobert tan sols 10 setmanes abans per John Murray a bord del Lady Nelson. Flinders feu escala a Arthur's Seat, des d'on va tenir una visió àmplia de les terres i badies circumdants. Flinders informà el governador King que la terra era "un plaer i, en moltes parts, tenia un aspecte fèrtil".
Amb les reserves de menjar esgotades, Flinders tornà a Sydney, on arribà el 9 de maig de 1802. Després de preparar la nau a correcuita, van salpar el 22 de juliol cap al nord, tot cartografiant la costa de Queensland. A través de l'estret de Torres, passà a explorar el golf de Carpentària. El juny de 1803, el casc d'Investigator va resultar danyat, cosa que va obligar Flinders a aturar les exploracions per la costa nord i tornar a Sydney per la costa oest i sud, tot acabant la primera circumnavegació a Austràlia. Arribà a Sydney el 9 de juny de 1803.

## Publicacions
- A Voyage to Terra Australis, with an accompanying Atlas. 2 vol. – London : G & W Nicol, 18 de juliol de 1814 (el dia abans de la mort de Flinders)
- Trim: Being the True Story of a Brave Seafaring Cat.
- Private Journal 1803-1814. Editat amb una introducció d'Anthony J. Brown i Gillian Dooley. Friends of the State Library of South Australia, 2005.
- Flinders, Matthew «Observations upon the Marine Barometer, Made during the Examination of the Coasts of New Holland and New South Wales, in the Years 1801, 1802, and 1803». Philosophical Transactions of the Royal Society, 96, 1806, pàg. 239–266. DOI: 10.1098/rstl.1806.0012.
- Flinders, Matthew «Concerning the Differences in the Magnetic Needle, on Board the Investigator, Arising from an Alteration in the Direction of the Ship's Head». Philosophical Transactions of the Royal Society, 95, 1805, pàg. 186–197. DOI: 10.1098/rstl.1805.0012.